# (386454) 2008 XM
2008 أكس أم (ويعرف أيضًا باسم (386454) 2008 أكس أم وفق تسمية الكوكب الصغير) (بالإنجليزية: 2008 XM)‏ هو كويكب ضمن حزام الكويكبات؛ وترتيبه 386454 من حيث الاكتشاف.
اكتُشف هذا الجُرم الفلكي بواسطة بحث لنكولن عن الكويكبات القريبة من الأرض في 2 ديسمبر 2008.

## وصلات خارجية
- (386454) 2008 XM في قاعدة بيانات مختبر الدفع النفاث لأجرام النظام الشمسي الصغيرة

- الاكتشاف · مخطط المدار ·  العناصر المدارية · المعلمات المادية

- (386454) 2008 XM على موقع ويكي سكاي: DSS2, SDSS, GALEX, IRAS, Hydrogen α, X-Ray, Astrophoto, Sky Map, Articles and images